# Alf (Mosel)
Alf település Németországban, Rajna-vidék-Pfalz tartományban. Lakosainak száma 826 fő (2023. december 31.).

## Népesség
A település népességének változása:
| Lakosok száma | 1169 | 844  | 843  | 816  | 805  | 826  |
|               | 1975 | 2017 | 2019 | 2021 | 2022 | 2023 |